# 13th Street
13th Street is een televisiezender die van 6 september 2007 tot 1 juli 2016 ook in Nederland te ontvangen was.
De zender is eigendom van NBC Universal en de programmering bestaat vooral uit misdaadseries en thrillers. 13th Street is in verschillende landen te ontvangen. In Nederland was de zender sinds 2008 via digitale themapakketten van UPC en Caiway te ontvangen, sinds april 2009 ook via Ziggo en KPN Interactieve TV. In België via Belgacom TV en Telenet Digital TV. Sinds 1 juni 2011 was de zender ook te ontvangen bij KPN Digitenne. Ook via Solcon kon de zender ontvangen worden. Op 3 februari 2013 werd de doorgifte in het deel van het Ziggo gebied dat voor 6 april 2016 bij UPC hoorde gestaakt. NBC Universal stopte op 1 juli 2016 met de distributie van de zender bij alle Nederlandse tv-aanbieders. In maart 2017 verdween het achtervoegsel Universal in de naam.

## Programmering
- Agatha Christie's Poirot
- America's Dumbest Criminals
- Brotherhood
- Columbo
- Commissaris Rex
- Cracker (UK versie)
- Dexter
- Fairly Legal
- Flashpoint
- House
- Intelligence
- Jonathan Creek
- Just Cause
- Kavanagh Q.C.
- Law & Order
- Law & Order: Criminal Intent
- Law & Order: Special Victims Unit
- Magnum P.I.
- Miss Marple
- Monk
- Murder in Suburbia
- Murder Prevention
- Murder, She Wrote
- Nash Bridges
- Perry Mason
- Raines
- Rookie Blue
- Sea Patrol
- Sherlock
- Sleeper Cell
- The Closer
- The State Within
- The Wire
- The A-team
- XIII – The Conspiracy (miniserie)